# Semina
Semina (łac. Diocesis Seminensis) – stolica historycznej diecezji we Cesarstwie rzymskim w prowincji Africa Proconsularis współcześnie w Tunezji. 

## Biskupi tytularni
| Lp. | Biskup               | Funkcja                                 | Od                   | Do                  |
| --- | -------------------- | --------------------------------------- | -------------------- | ------------------- |
| 1   | Pierluigi Sartorelli | pronuncjusz apostolski Kenii            | 9 listopada 1967     | 7 października 1972 |
| 2   | Thomas Khamphan      | wikariusz apostolski Paksé (Laos)       | 10 lipca 1975        | 26 lipca 2001       |
| 3   | Timothy McDonnell    | biskup pomocniczy Nowego Jorku (USA)    | 30 października 2001 | 9 marca 2004        |
| 4   | Ján Orosch           | biskup pomocniczy bratysławsko-trnawski | 2 kwietnia 2004      | 11 lipca 2013       |
| 5   | Rudolf Pierskała     | biskup pomocniczy opolski               | 7 grudnia 2013       |                     |